# Lac de Madamette
Le lac de Madamette (orthographié aussi Madaméte) est un lac pyrénéen français situé administrativement dans la commune de Barèges dans le département des Hautes-Pyrénées en région  Occitanie.
Le lac a une superficie de 2,6 ha pour une altitude de 2 299 m il atteint une profondeur de 10 m.

## Géographie
Situé dans la région Occitanie, département des Hautes-Pyrénées, près de Barèges, dans le secteur du col du Tourmalet dans la réserve naturelle du Néouvielle (massif du Néouvielle) aux portes du parc national des Pyrénées.
Sa rive orientale est bordée par le GR 10 en direction du col de Madaméte (2 508 m).
Villes les plus proches Saint-Lary-Soulan et Barèges.

### Topographie
| Pic de la Touatère (2 530 m)                  | Crête d'Agalops           | Lac de Couyela Gran       |
| Crête de la Touatère Pic de Tracens (2 251 m) | laquet de Madaméte        | Pic de Gourguet (2 619 m) |
|                                               | Pic de Madaméte (2 657 m) |                           |

### Géologie
Le lac de Rabiet est un lac glaciaire de montagne, dont la formation se passe en trois étapes majeures :
1) À l'Éocène vers −40 Ma se forme la chaîne des Pyrénées à la suite de la remontée vers le nord de la plaque africaine qui entraîne avec elle la plaque ibérique. Cette dernière glisse alors sous la plaque eurasiatique située plus au nord, ce qui entraîne le plissement, le relèvement et le charriage des couches géologiques de la croûte terrestre.
2) À partir du Pliocène puis surtout du Pléistocène, de −5 Ma à −10 000 ans, un refroidissement général du climat entraîne la formation de glaciers et d'une érosion glaciaire (vallées, cirques, moraines, ombilics, etc) dans toute la chaîne des Pyrénées.
3) Depuis l'Holocène, à partir de −10 000 ans, un redoux climatique entraîne la disparition des glaciers et la formation dans leur sillage de nombreux lacs glaciaires qui sont de deux sortes :
- le lac de verrou qui se forme dans un ombilic glaciaire formant un creux naturel et terminé par un verrou glaciaire rocheux.
- le lac de moraine qui se forme derrière une moraine agissant comme un barrage naturel.

## Protection environnementale
Le lac fait partie d'une zone naturelle protégée, classée ZNIEFF de type 1 : Massif en rive gauche du Bastan et de type 2 : Vallées de Barèges et de Luz.

## Voies d'accès
Le lac est accessible par le versant nord par le sentier de grande randonnée GR 10. Il faut ainsi emprunter, depuis le parking du pont de la Gaubie, à l'ouest du col du Tourmalet, une section du GR10. Après environ 2 km, le GR10 continue sur la gauche tandis qu'un sentier montant à droite permet d'accéder au lac dets Coubous. Puis prendre le sentier le long du ruisseau de Coueyla-Gran qui vous amène au refuge d'Aygues-Cluses et vers le lac.